# Bill Colvin
Bill Colvin (3 de dezembro de 1934 - 3 de novembro de 2010) foi um jogador de hóquei no gelo canadense que ganhou uma medalha de bronze no hóquei no gelo nos Jogos Olímpicos de Inverno de 1956.